# Brennabor
Brennabor is een Duits historisch auto- en motorfietsmerk.
De bedrijfsnaam was: Brennabor-Werke, Gebr. Reichstein, Brandenburg an der Havel.

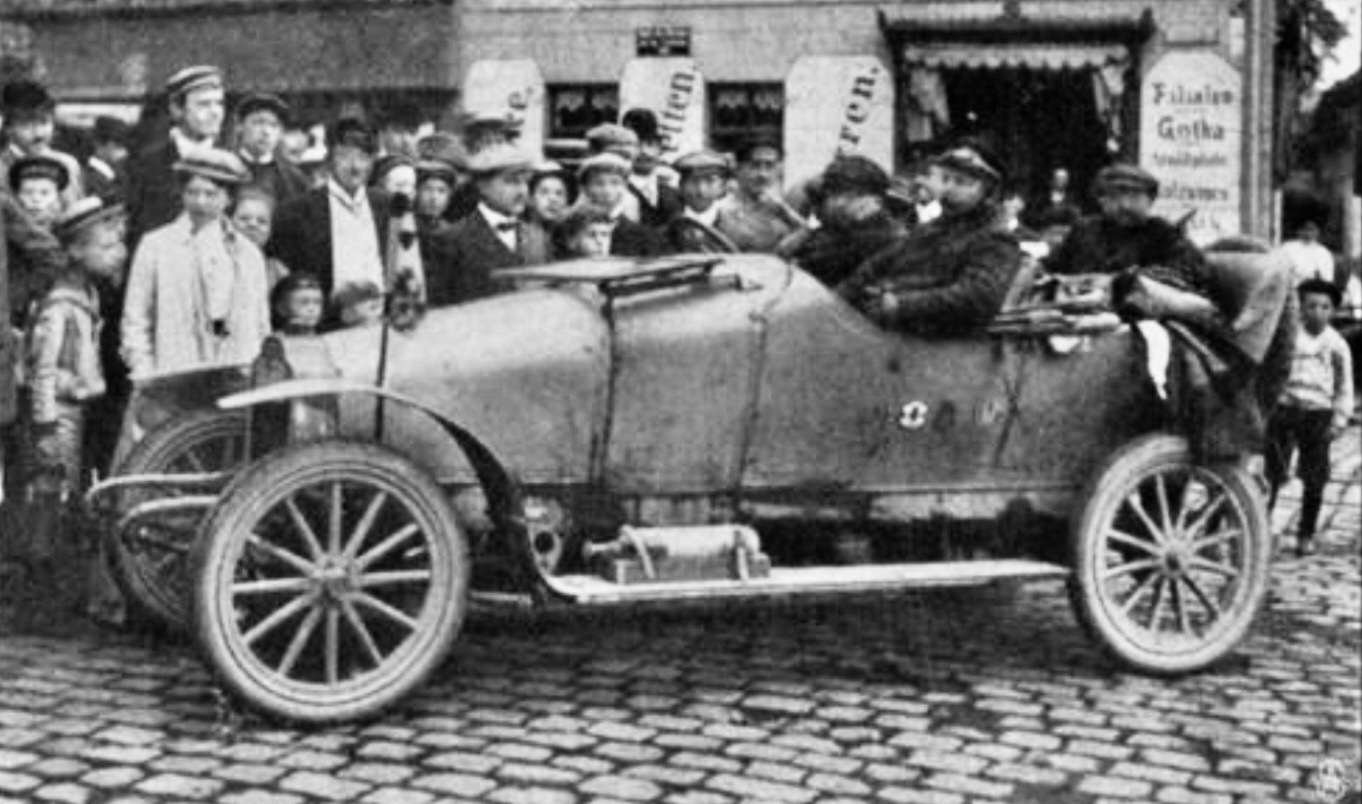
Brennabor 6/12 HP (1909).

Dit was een Duitse fabriek die al vanaf 1871 fietsen en kinderwagens maakte. Deze moeten echter van twijfelachtige kwaliteit zijn geweest, getuige het versje: “Nimm viel Draht und Eisenrohr, fertig ist der Brennabor”.
Van 1902 tot 1912 werden motorfietsen gemaakt, waaronder race- en gangmaakmotoren, toen ging Brennabor tot 1920 voor het leger werken en werden er alleen auto’s gebouwd.
Van 1933 tot 1940 waren er ook weer motorfietsen. De eerste motorfietsen hadden Zedel-motorblokken, later werden Fafnir- en eigen motoren van 3½-, 4- en 6 pk ingebouwd. De laatste machines hadden tweecilinder V-motoren, waarschijnlijk uit eigen productie.
Brennabor bouwde ook de Brennaborette, een voertuig met een bestelauto-achterkant en een motor-voorvork, die we tegenwoordig “trike” zouden noemen.
Brennabor is de slavische schrijfwijze voor Brandenburg. Brennabor bouwde ook zeer luxeueuze auto's, iets wat de firma in 1930, na de crisis, op de knieën bracht en de autoproductie moest worden stopgezet in 1932.

## Afbeeldingen

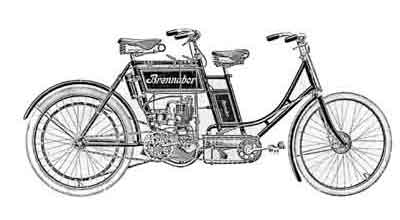
Brennabor tweezitter uit 1905
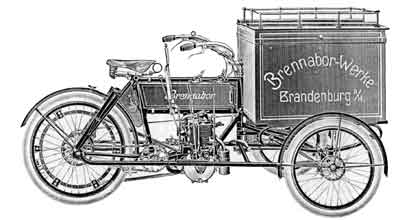
Brennabor Dreirad, een triporteur uit 1905
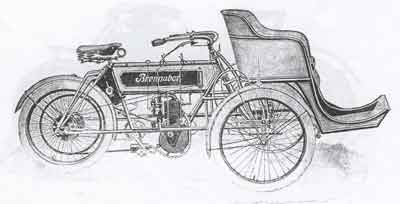
Brennabor forecar uit 1907
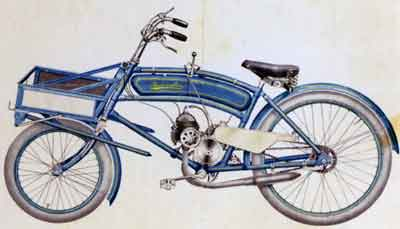
Brennabor Geschäftsrad uit 1931
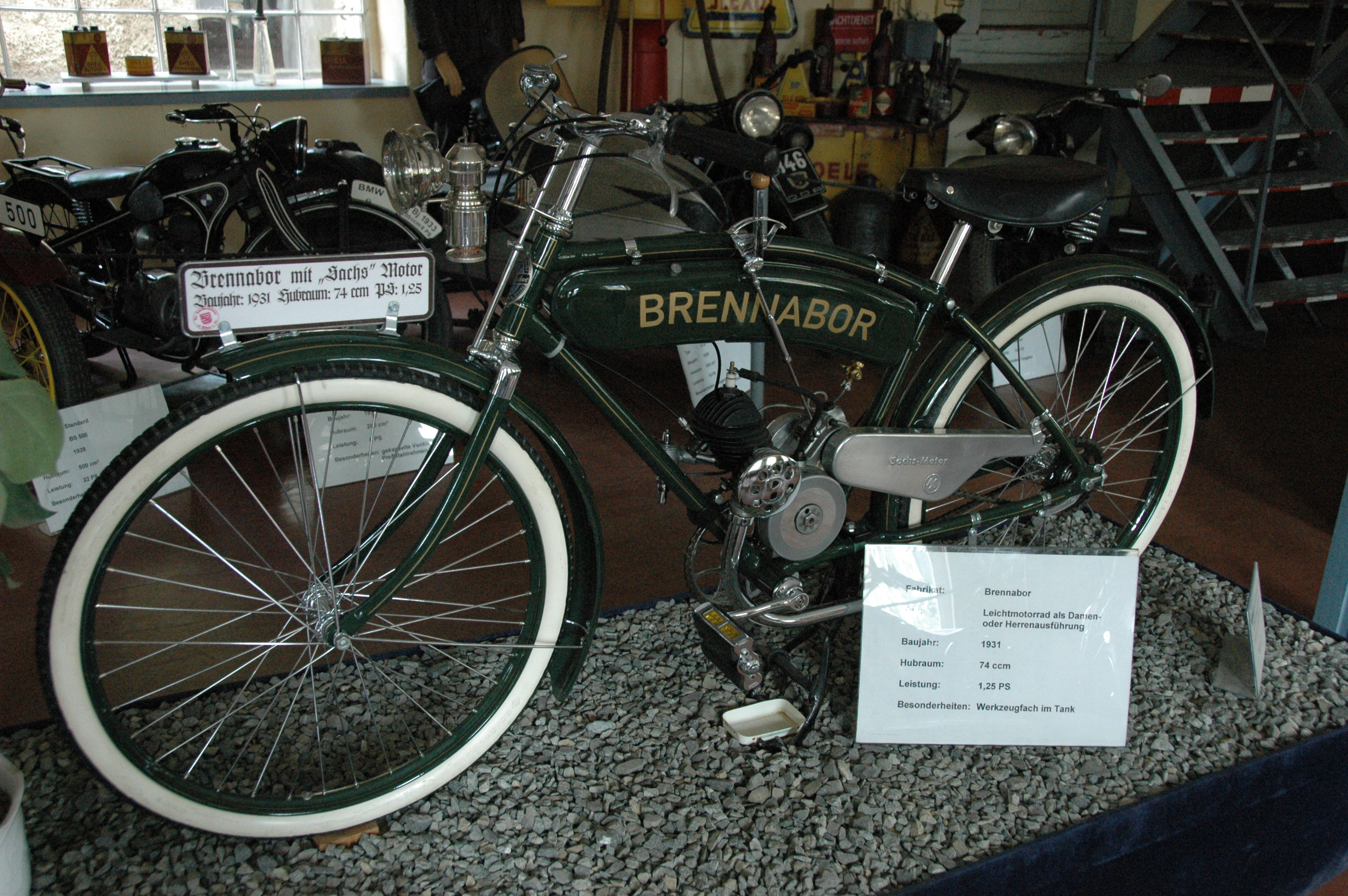
Brennabor met Sachsmotor uit 1931